# Satyrium bicorne
Satyrium bicorne là một loài phong lan đặc hữu của vùng đông nam Cape Province. Đây là loài điển hình của chi Satyrium.